# Diospyros stricta
Diospyros stricta är en tvåhjärtbladig växtart som beskrevs av William Roxburgh. Diospyros stricta ingår i släktet Diospyros och familjen Ebenaceae. Inga underarter finns listade i Catalogue of Life.